# Gorges de l’Areuse

Schlucht der Areuse

Die Gorges de l’Areuse (deutsch: Areuseschluchten bzw. Areuseschlucht; frankoprovenzalisch Gôrges de la Rousa oder Gôrges de la Reviére) bestehen aus einer Abfolge von Felsenschluchten in einem Durchbruchstal des Flusses Areuse im Juragebirge. Die wilde Landschaft liegt im Schweizer Kanton Neuenburg und ist mit Wander- und Fahrwegen zur Touristenattraktion ausgebaut.
Das Tal bildet einen Abschnitt der wertvollen Naturlandschaft  «Creux du Van et Gorges de l’Areuse», die im Bundesinventar der Landschaften und Naturdenkmäler von nationaler Bedeutung definiert ist.

## Geografie
Das ausgedehnte Gebiet ist eines der grössten Durchbruchtäler des Jura und das zweite am Lauf der Areuse nach der Klus von Saint-Sulpice, in welcher die Quelle des Flusses entspringt. Im Unterschied zu diesem oberen engen Tal und den meisten anderen Quertälern im Kettenjura durchbricht das Gebiet mit der eigentlichen Areuseschlucht die Antiklinale Soliat-Mont Racine nicht auf einem kurzen Weg, sondern schneidet die Bergkette in einer schrägen Richtung und auf einer viel längeren Strecke. Das Tal mit den verschiedenen Schluchtabschnitten verläuft ungefähr in west-östlicher Richtung.
Das Gebiet hat zwischen dem oberhalb liegenden Tal Val de Travers und der Landschaft am Jurasüdfuss und am Ufer des Neuenburgersees eine Länge von zehn Kilometern, von der Ortschaft Sur-le-Vau westlich von Noiraigue bis zum Ende der Schlucht nördlich von Boudry gesehen. Die Landschaft befindet sich in den Gebieten der neuenburgischen Gemeinden Val-de-Travers, Rochefort, Boudry und, mit einem kleinen Abschnitt im Südwesten, auch der Gemeinde La Grande Béroche.

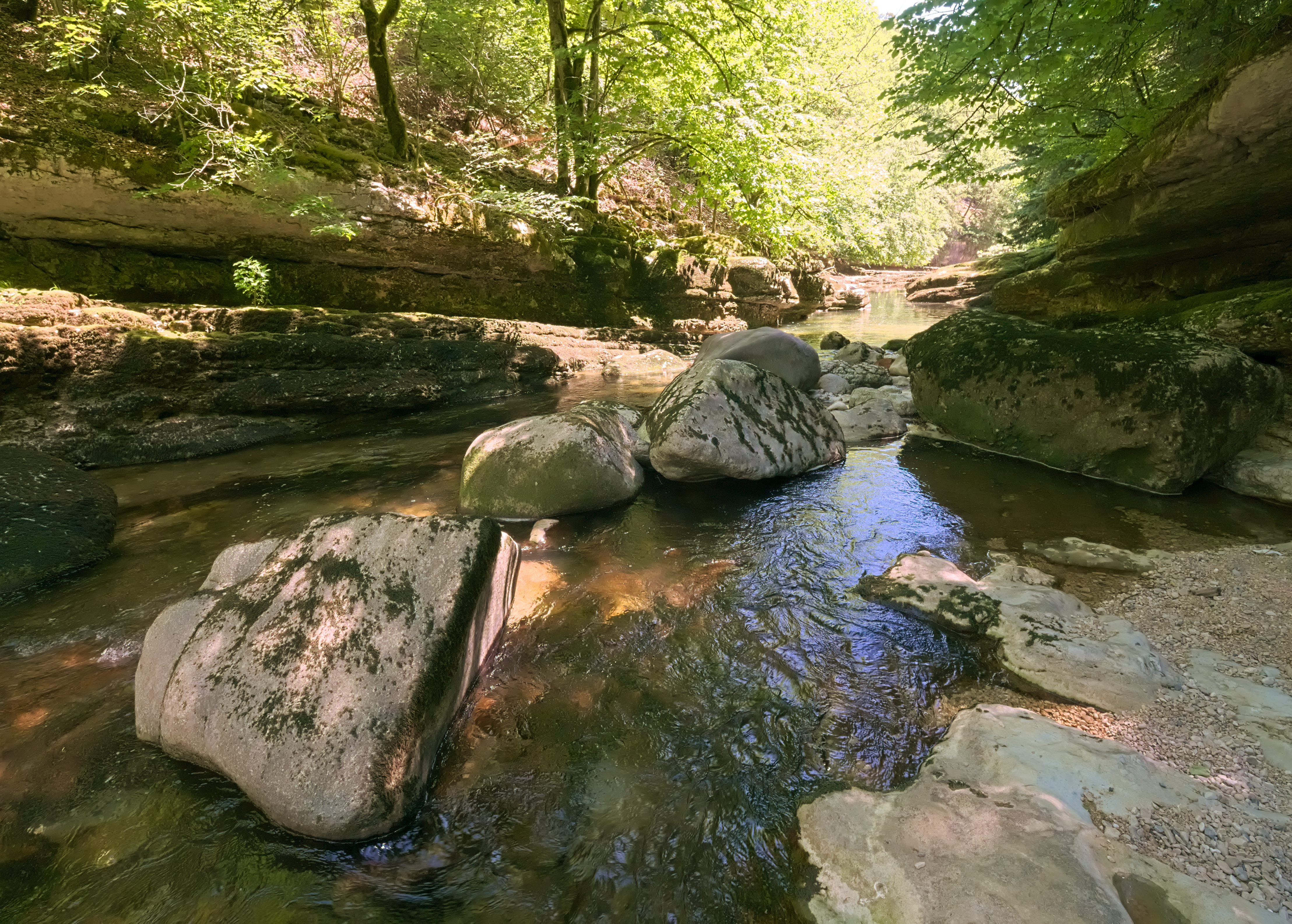
Felspartie im Fluss

Die linke Talflanke fällt von der Bergkette mit den höchsten Bereichen Solmont und Tablettes (1291 m ü. M.) steil in das Flusstal hinunter, die rechte Bergkette verläuft vom Felsenkessel Creux du Van mit der Höhe Soliat (1464 m ü. M.) über die Montagne de Boudry und den Gipfel Grande Ecoeurne (1275 m ü. M.) bis zum Waldgebiet Forêt de Boudry westlich der gleichnamigen Stadt.
Der Talweg mit dem Fluss Areuse liegt im nur etwa zweieinhalb Kilometer breiten, engen Tal bis zu 800 Meter tiefer als die höchsten Berge. Beim Eintritt in das Quertel westlich von Noiraigue fliesst die Areuse über eine Schwemmebene mit der Höhe von 725 m ü. M. und nach den folgenden Talabschnitten mit Stromschnellen und engen Passagen erreicht sie bei Boudry die Höhe von 450 m ü. M. Auf dem Weg mit dem starken Gefälle durchbricht sie verschiedene Gebirgsschichten teilweise in sehr engen Schluchten.
In gerodeten Lichtungen auf kleinen Terrassen am Nordhang liegen die Weiler Champ-du-Moulin, Fretereules und Brot-Dessous, die zur Gemeinde Rochefort gehören. Der Bahnhof Champ-du-Moulin liegt an der Bahnstrecke Neuchâtel–Pontarlier, die das Tal durchquert. Etwas oberhalb der Bahnlinie verläuft die Hauptstrasse 10.

## Tourismus
Der erste Fussweg durch die Areuseschlucht entstand seit 1874 in mehreren Bauetappen. Zu den Promotoren der Touristenattraktion zählte der Neuenburger Unternehmer Philippe Suchard. Seit 1878 pflegte der Verein „Société Anonyme du Sentier des Gorges“ und seit 1886 die „Société des Sentiers des Gorges de l’Areuse“ die Wegabschnitte und aufwändigen Kunstbauten. Die Tour durch das Juratal zählt mit der abwechslungsreichen Strecke den Fluss entlang seit dem 19. Jahrhundert zu den schönsten Schluchtwanderungen der Schweiz.
1886 wurde ein geologischer Lehrpfad vom Bahnhof Chambrelien und Champ-du-Moulin eingerichtet.

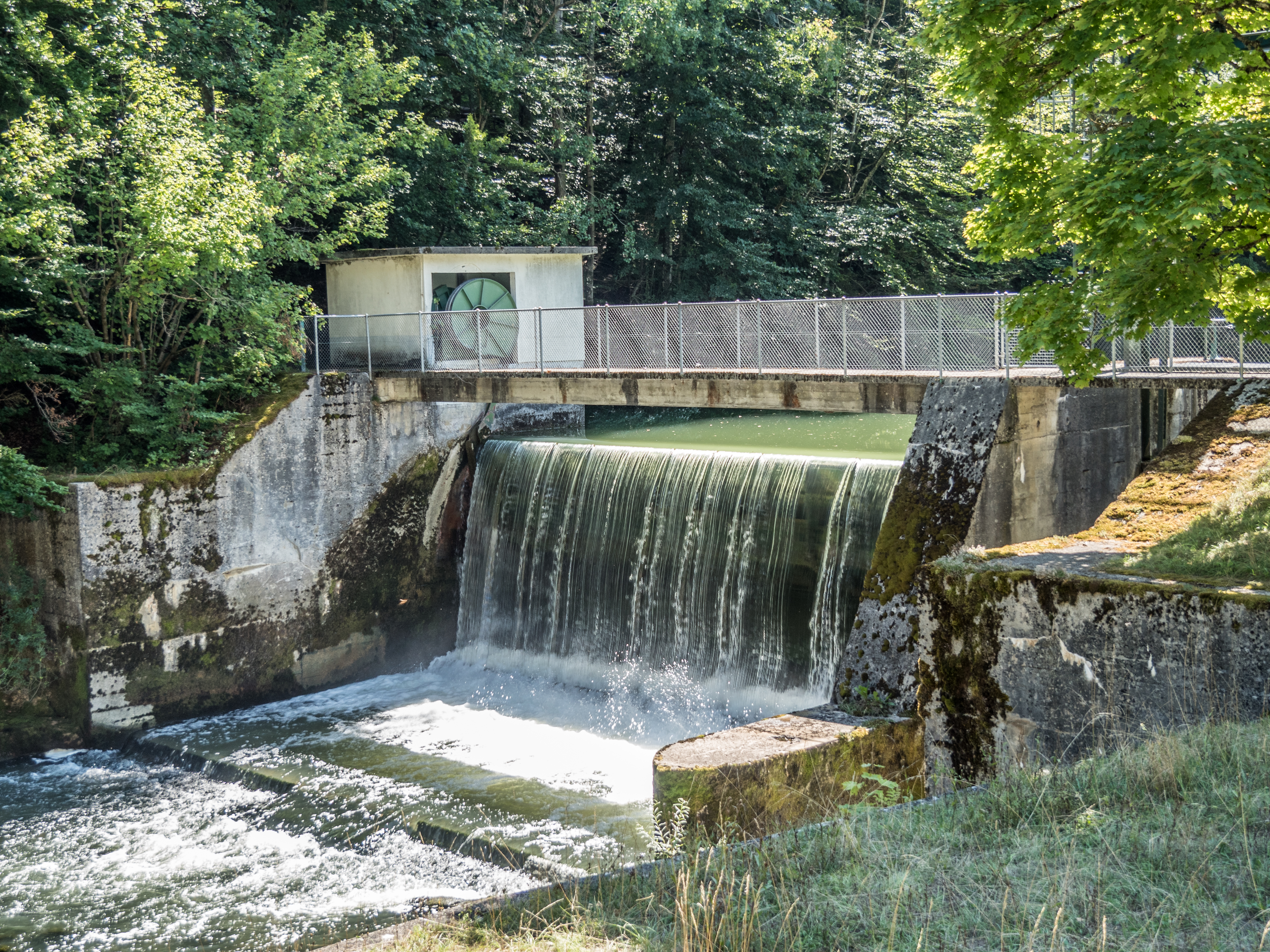
Staustufe und Kraftwerksteg

Eine Wegstrecke des Jura-Höhenwegs und ein Veloweg führen durch die Schluchtlandschaft.

## Infrastruktur
Im Tal befinden sich seit dem 19. Jahrhundert Pumpstationen und Wasserkraftwerke der Städte Neuenburg NE und La Chaux-de-Fonds. Aus etwa 30 Quellen am Talgrund, die aus wasserführenden Schichten im stark verkarsteten Untergrund nördlich des Tales gespiesen werden, wird Trinkwasser für mehr als die Hälfte des Kantons Neuenburg gewonnen.